# Список глав государств в 1963 году
| 1962 ← Список глав государств по годам → 1964 |

В списке перечислены лидеры государств по состоянию на 1963 год. В том случае, если ведущую роль в государстве играет коммунистическая партия, указан как де-юре глава государства — председатель высшего органа государственной власти, так и де-факто — глава коммунистической партии.
Цветом выделены страны, в которых в данном году произошли смены власти вследствие следующих событий:
- Получение страной независимости;
- Военный переворот, революция, всеобщее восстание ;
- Президентские выборы;
- парламентские выборы, парламентский кризис;
- Смерть одного из руководителей страны;
- Иные причины.

## Значимые события
Для государств и их лидеров этот год отмечен следующими событиями:
- 13 января — во время военного переворота убит первый президент Того Сильванус Олимпио. Через два дня захватившие власть военные назначили президентом прибывшего из эмиграции Николаса Грюницкого[1][2];
- 21 января — войска ООН ликвидировали самопровозглашённое Государство Катанга на территории Республики Конго (Леопольдвиль). Президент Катанги Моиз Чомбе бежал из страны[3].
- 8 февраля — военный переворот в Ираке. Режим генерала Абдель Керима Касема свергнут, а сам он расстрелян. Президентом Ирака назначен генерал Абдул Салам Ареф, премьер-министром — один из лидеров пришедшей к власти иракской Партии арабского социалистического возрождения генерал Ахмед Хасан аль-Бакр[4];
- 27 февраля — на пост президента Доминиканской республики вступил Хуан Бош Гавиньо, победивший на выборах в декабре 1962 года[5];
- 3 марта — в результате военного переворота смещён с поста глава правящей хунты Перу генерал Рикардо Перес Годой. Новым главой государства стал премьер-министр дивизионный генерал Николас Эдуардо Линдлей, заявивший о возврате к конституционному правлению и назначивший всеобщие выборы на июнь 1963 года;
- 8 марта — военный переворот в Сирии. К власти пришёл Национальный совет революционного командования во главе с генералом Луаем аль-Атасси, премьер-министром назначен генеральный секретарь Партии арабского социалистического возрождения Салах ад-Дин Битар[6];
- 10 марта — королём Афганистана отправлен в отставку Мухаммед Дауд, с 1953 года возглавлявший правительство страны. Новым премьер-министром Афганистана назначен Мухаммед Юсуф[7][8];
- 19 марта — новым премьер-министром Ливии назначен представитель этой страны в ООН Мохиэддин Фикини[9][10];
- 31 марта — в результате военного переворота свергнут президент Гватемалы Мигель Идигорас Фуэнтес. К власти пришёл министр обороны полковник Альфредо Энрике Перальта Асурдия[11];
- 22 апреля — после отставки консерватора Джона Дифенбейкера новым премьер-министром Канады стал Лестер Боулс Пирсон, лидер Либеральной партии, одержавшей победу на выборах 8 апреля 1963 года[12];
- 23 апреля — в Иерусалиме скончался президент Израиля Ицхак Бен-Цви[13];
- 1 мая — на пост президента Никарагуа вступил Рене Шик Гутьеррес, доверенное лицо прежнего президента Луиса Сомосы Дебайле, оставшегося фактическим правителем страны[14][15][16];
- 16 мая — подал в отставку премьер-министр Италии Аминторе Фанфани, обвинённый в ослаблении позиций Христианско-демократической партии на парламентских выборах 28-29 апреля 1963 года[17].
- 21 мая — новым президентом Израиля стал Залман Шазар[13];
- 3 июня — в Ватикане на 82-м году жизни скончался Папа Римский) Иоанн XXIII[18][19];
- 11 июня — подал в отставку премьер-министр Греции Константинос Караманлис. 17 июня сформирован переходный кабинет Панайотиса Пипинелиса[20];
- 21 июня — конклав кардиналов избрал новым Папой Римским архиепископа Милана кардинала Джованни Батисту Монтини, который принял имя Павла VI[18][19];
- 21 июня
  - ушёл в отставку первый премьер-министр Израиля Давид Бен-Гурион . Новым главой правительства стал министр финансов Леви Эшколь[13];
  - в Италии в условиях затяжного правительственного кризиса сформировано служебное правительство Джованни Леоне[21];
- 29 июня — югославский лидер Иосип Броз Тито оставил пост главы правительства Югославии, который занимал с 1943 года. Новым председателем Союзного исполнительного веча СФРЮ стал Петар Стамболич[22][23];
- 11 июля — военный переворот в Эквадоре. Конституционный президент Карлос Хулио Аросемена Монрой свергнут и выслан в Панаму, к власти пришла военная хунта во главе с адмиралом Рамоном Кастро Хихоном[24][25];
- 22 июля — новое правительство Нидерландов сформировал Виктор Марейнен[26];
- 27 июля — после конфликта внутри правящей группировки новым председателем Национального совета революционного командования Сирии назначен министр внутренних дел Амин аль-Хафез[27];
- 28 июля — на пост президента Перу вступил Фернандо Белаунде Терри, победивший на президентских выборах 9 июня 1963 года;
- 15 августа — в ходе массовых народных выступлений, известных как Августовская революция или  «Три славных дня»  ушёл в отставку первый президент Республики Конго Фюльбер Юлу. Новым лидером страны на следующий день стал Альфонс Массамба-Деба[28];
- 16 сентября — в Куала-Лумпуре провозглашена Федерация Малайзия. Премьер-министром нового государства стал глава правительства Малайской Федерации Абдул Рахман[29];
- 20 сентября
  - первым президентом Алжира стал Ахмед бен Белла, избранный на выборах 15 сентября 1963 года[30];
  - решением Пленума ЦК КПЧ снят с поста председатель Совета министров Чехословакии Вильям Широкий. Новым главой правительства назначен член Президиума ЦК КПЧ Йозеф Ленарт[31];
- 25 сентября — военный переворот в Доминиканской республике. Гражданское правительство Хуана Боша свергнуто, к власти пришёл триумвират во главе с Эмилио де лос Сантосом[32];
- 1 октября — Нигерия провозглашена республикой и получила название Федеративная Республика Нигерия. Первым президентом Нигерии стал бывший генерал-губернатор страны Ннамди Азикиве[33];
- 3 октября — военный переворот в Гондурасе. Гражданский президент Рамон Вильеда Моралес свергнут, власть перешла командующему армией полковнику Освальдо Лопесу Арельяно[34];
- 9 октября — Уганда провозглашена республикой. Первым президентом страны стал король Буганды Мутеса II[35];
- 12 октября — на пост президента Аргентины вступил Артуро Умберто Ильиа, набравший большинство голосов на президентских выборах 7 июля 1963 года[36];
- 15 октября — ушёл в отставку первый Федеральный канцлер Германии Конрад Аденауэр. Новым федеральным канцлером стал министр хозяйства Людвиг Эрхард[37];
- 18 октября — после разоблачения связи министра обороны Великобритании Джона Профьюмо с советской разведкой ушёл в отставку премьер-министр Великобритании Гарольд Макмиллан. Новым лидером Консервативной партии и премьер-министром стал министр иностранных дел Александр Дуглас-Хьюм[38][39];
- 28 октября — в условиях всеобщей забастовки смещён с поста первый президент Дагомеи Юбер Мага. Власть перешла к начальнику Штаба армии полковнику Кристофу Согло, который назначил на 1964 год референдум по новой Конституции и всеобщие выборы[40];
- 2 ноября — военный переворот в Южном Вьетнаме. Президент Нго Динь Зьем свергнут и расстрелян, командование армией сформировало для управления страной Военный революционный комитет во главе с генералом Зыонг Ван Минем[41];
- 7 ноября — в Джакарте скончался премьер-министр Индонезии Джуанда Картавиджайя. Пост премьер-министра был упразднён, вся полнота власти перешла к президенту Сукарно[42];
- 8 ноября — премьер-министром Греции стал Георгиос Папандреу, лидер партии Союз центра, получившей относительное большинство на внеочередных парламентских выборах 3 ноября 1963 года[20];
- 13 ноября — министр юстиции Ахмед Бахнини сформировал правительство Марокко после первых в истории страны парламентских выборов 17 мая 1963 года[43][44];
- 15 ноября — по состоянию здоровья ушёл в отставку премьер-министр Исландии Олафур Трюггвасон Торс. Новым главой правительства стал министр юстиции Бьярни Бенедиктссон[45][46];
- 18 ноября — второй военный переворот в Ираке. Президент страны маршал Абдул Салам Ареф отстранил от власти партию БААС и правительство генерала аль-Бакра. Через два дня новым премьер-министром назначен начальник Генерального штаба армии генерал-лейтенант Тахир Яхья[4];
- 22 ноября — в Далласе убит президент США Джон Фицджеральд Кеннеди. Вице-президент Линдон Бэйнс Джонсон принёс присягу как 36-й президент США[47];
- 4 декабря — новое правительство Италии сформировал политический секретарь Христианско-демократической партии Альдо Моро[21];
- 8 декабря — скоропостижно скончался премьер-министр Таиланда фельдмаршал Сарит Танарат в 1958 году установивший в стране диктаторский режим. Через день новым главой правительства назначен его заместитель, министр обороны генерал Таном Киттикачорн[48];
- 10 декабря — получил независимость от Великобритании островной Султанат Занзибар. Султаном независимого государства стал Сеид Джамшид ибн Абдулла[49][50];
- 12 декабря — провозглашена независимость Кении. Премьер-министром страны стал руководитель борьбы за независимость, лидер партии Африканский национальный союз Кении (КАНУ) Джомо Кениата[51];
- 17 декабря — на пост президента Южной Кореи вступил генерал Пак Чон Хи, победивший на выборах 15 октября 1963 года. Верховный совет национальной перестройки, пришедший к власти в результате переворота 1962 года, распущен[52];
- 18 декабря — в Финляндии после трёхмесячного правительственного кризиса сформировано переходное правительство Рейно Рагнар Лехто[53];
- 29 декабря — главой правящего триумвирата Доминиканской республики стал Дональд Рейд Кабраль[54].
- 30 декабря — в Греции после отставки Георгиоса Папандреу сформировано правительство Иоанниса Параскевопулоса, задачей которого стало проведение новых парламентских выборов 16 февраля 1964 года[20].

## Азия
|                                                          | Арабские эмираты (протектораты Великобритании)                   |                                              |                                                              | | |  |
|                                                          |                                                                  | Абу-Даби                                     | Эмир                                                         | Шахбут ибн Султан Аль Нахайян | 1928 год—1966 год |  |
|                                                          | Аджман                                                           | Эмир                                         | Рашид III ибн Хумайд                                         | 1928 год—1981 год | |  |
|                                                          | Дубай                                                            | Шейх                                         | Рашид ибн Саид Аль Мактум                                    | 1958 год—1971 год | |  |
|                                                          | Рас-эль-Хайма                                                    | Эмир                                         | Сакр ибн Мухаммад                                            | 1948 год—2010 год | |  |
|                                                          | Умм-эль-Кайвайн                                                  | Эмир                                         | Ахмад II бин Рашид аль-Муалла                                | 1929 год—1981 год | |  |
|                                                          | Эль-Фуджайра                                                     | Шейх                                         | Мохаммед бин Хамад                                           | 1938 год—1974 год | |  |
|                                                          | Шарджа                                                           | Шейх                                         | Сакр III бин Султан                                          | 1951 год—1965 год | |  |
|                                                          | Афганистан                                                       | Афганистан                                   | Король                                                       | Захир-шах | 1933 год—1973 год |  |
| Премьер-министр                                          | Афганистан                                                       | Афганистан                                   | Мухаммед Дауд Мухаммед Юсуф                                  | (1953 год—1963 год, 1973 год—1978 год) 1963 год—1965 год | |  |
|                                                          | Бахрейн (протекторат Великобритании)                             | Бахрейн (протекторат Великобритании)         | Хаким                                                        | Иса ибн Салман Аль Халифа | 1961 год—1971 год |  |
|                                                          | Союз Бирма                                                       | Союз Бирма                                   | Председатель Революционного совета                           | Не Вин | 1962 год—1974 год |  |
| Премьер-министр                                          | Союз Бирма                                                       | Союз Бирма                                   | 1958 год—1960 год, 1962 год—1974 год                         | Не Вин | |  |
| Флаг Брунея                                              | Бруней (протекторат Великобритании)                              | Бруней (протекторат Великобритании)          | Султан                                                       | Омар Али Сайфуддин III | 1950 год—1967 год |  |
|                                                          | Бутан                                                            | Бутан                                        | Король                                                       | Джигме Дорджи Вангчук | 1952 год—1972 год |  |
|                                                          | Республика Вьетнам                                               | Республика Вьетнам                           | Президент                                                    | Нго Динь Зьем Зыонг Ван Минь | 1955 год—1963 год (1963 год—1964 год, 1975 год) |  |
| Премьер-министр                                          | Республика Вьетнам                                               | Республика Вьетнам                           | Нгуен Нгок Тхо                                               | 1963 год—1964 год | |  |
|                                                          | Демократическая Республика Вьетнам                               | Демократическая Республика Вьетнам           | Председатель ЦК Партии трудящихся Вьетнама                   | Хо Ши Мин | 1951 год—1969 год |  |
| Президент                                                | Демократическая Республика Вьетнам                               | Демократическая Республика Вьетнам           | 1945 год—1969 год                                            | Хо Ши Мин | |  |
| Премьер-министр                                          | Демократическая Республика Вьетнам                               | Демократическая Республика Вьетнам           | Фам Ван Донг                                                 | 1955 год—1976 год | |  |
| Флаг Израиля                                             | Израиль                                                          | Израиль                                      | Президент                                                    | Ицхак Бен-Цви Кадиш Луз (и. о.) Залман Шазар | 1952 год—1963 год 1963 год 1963 год—1973 год |  |
| Флаг Израиля                                             | Израиль                                                          | Израиль                                      | Премьер-министр                                              | Давид Бен-Гурион Леви Эшколь | (1948 год—1954 год, 1955 год—1963 год) 1963 год—1969 год |  |
|                                                          | Индия                                                            | Индия                                        | Президент                                                    | Сарвепалли Радхакришнан | 1962 год—1967 год |  |
| Премьер-министр                                          | Индия                                                            | Индия                                        | Джавахарлал Неру                                             | 1947 год—1964 год | |  |
| Флаг Индонезии                                           | Индонезия                                                        | Индонезия                                    | Президент                                                    | Сукарно | 1945 год—1949 год, 1950 год—1967 год |  |
| Флаг Иордании                                            | Иордания                                                         | Иордания                                     | Король                                                       | Хусейн ибн Талал | 1952 год—1999 год |  |
| Флаг Иордании                                            | Иордания                                                         | Иордания                                     | Премьер-министр                                              | Васфи ат-Телль Самир ар-Рифаи Хусейн ибн Насер | (1962 год—1963 год, 1965 год—1967 год, 1970 год—1971 год) (1944 год—1945 год, 1947 год, 1950 год—1951 год, 1956 год, 1958 год—1959 год, 1963 год) (1963 год—1964 год, 1967 год) |  |
|                                                          | Ирак                                                             | Ирак                                         | Президент                                                    | Мухаммед Наджиб ар-Рубаи Абдул Салам Ареф | 1958 год—1963 год 1963 год—1966 год |  |
| Премьер-министр                                          | Ирак                                                             | Ирак                                         | Абдель Керим Касем Ахмад Хасан Аль-Бакр Тахир Яхья           | 1958 год—1963 год (1963 год, 1968 год—1979 год) (1963 год—1965 год, 1967 год—1968 год)                                                                        | |  |
|                                                          | Иран                                                             | Иран                                         | Шах                                                          | Мохаммед Реза Пехлеви | 1941 год—1979 год |  |
| Премьер-министр                                          | Иран                                                             | Иран                                         | Амир Асадалла Алям                                           | 1962 год—1964 год | |  |
|                                                          | Йеменская Арабская Республика                                    | Йеменская Арабская Республика                | Президент                                                    | Абдалла Ас-Саляль | 1962 год—1967 год |  |
| Премьер-министр                                          | Йеменская Арабская Республика                                    | Йеменская Арабская Республика                | Абдалла Ас-Саляль Абдул Латиф Дайфалла Абдель Рахман Арьяни  | 1962 год—1963 год (1963 год, 1975 год) 1963 год—1964 год | |  |
|                                                          | Йеменские султанаты и шейхства (протекторат Великобритании Аден) |                                              |                                                              | | |  |
|                                                          |                                                                  | Алави                                        | Шейх                                                         | Салих ибн Сайель аль-Алави | 1940 год—1967 год |  |
|                                                          | Акраби                                                           | Шейх                                         | Махмуд ибн Мухаммад аль-Акраби                               | 1957 год—1967 год | |  |
|                                                          | Аудхали                                                          | султан                                       | Салих ибн Аль-Хусейн                                         | 1928 год—1967 год | |  |
|                                                          | Верхний Аулаки                                                   | Султан                                       | Авад ибн Салих                                               | 1935 год—1967 год | |  |
|                                                          | Верхняя Яфа                                                      | Султан                                       | Мухаммад II бин Салих аль-Хархара                            | 1948 год—1967 год | |  |
|                                                          | Дали                                                             | Эмир                                         | Шафауль III бин Али аль-Амири                                | 1954 год—1967 год | |  |
|                                                          | Касири                                                           | Султан                                       | Аль-Хусейн ибн Али                                           | 1949 год—1967 год | |  |
|                                                          | Куайти                                                           | Султан                                       | Авад II ибн Салех аль-Куайти                                 | 1956 год—1966 год | |  |
|                                                          | Лахедж                                                           | Султан                                       | Фадл VI ибн Абд аль-Карим                                    | 1958 год—1967 год | |  |
|                                                          | Мафлахи                                                          | Шейх                                         | Аль-Касим ибн Абд аль-Рахман                                 | 1920 год—1967 год | |  |
|                                                          | Нижний Аулаки                                                    | Султан                                       | Насир III ибн Айдарус аль-Аулаки                             | 1947 год—1967 год | |  |
|                                                          | Нижняя Яфа                                                       | Cултан                                       | Махмуд ибн Айдарус аль-Афифи                                 | 1958 год—1967 год | |  |
|                                                          | Фадли                                                            | Cултан                                       | Ахмад VI бин Абдаллах аль-Фадли                              | 1962 год—1964 год | |  |
|                                                          | Шаиб                                                             | Шейх                                         | Яхья ибн Мухаммад аль-Саклади Нашир ибн Абдаллах аль-Саклади | 1955 год—1963 год 1963 год—1965 год | |  |
|                                                          | Камбоджа                                                         | Камбоджа                                     | Глава государства                                            | Нородом Сианук | 1960 год—1970 год |  |
| Премьер-министр                                          | Камбоджа                                                         | Камбоджа                                     | Нородом Кантол                                               | 1962 год—1966 год | |  |
|                                                          | Катар (протекторат Великобритании)                               | Катар (протекторат Великобритании)           | Эмир                                                         | Ахмад бин Али Аль Тани | 1960 год—1972 год |  |
|                                                          | Кипр                                                             | Кипр                                         | Президент                                                    | Архиепископ Макариос III | 1960 год—1974 год 1974 год—1977 год |  |
|                                                          | Китайская Народная Республика                                    | Китайская Народная Республика                | Генеральный секретарь ЦК Коммунистической партии Китая       | Мао Цзэдун | 1943 год—1976 год |  |
| Председатель                                             | Китайская Народная Республика                                    | Китайская Народная Республика                | Лю Шаоци                                                     | 1959 год—1968 год | |  |
| Премьер Госсовета                                        | Китайская Народная Республика                                    | Китайская Народная Республика                | Чжоу Эньлай                                                  | 1949 год—1976 год | |  |
|                                                          | Китайская Республика (Тайвань)                                   | Китайская Республика (Тайвань)               | Президент                                                    | Чан Кайши | 1950 год—1975 год |  |
| Председатель Исполнительного Юаня                        | Китайская Республика (Тайвань)                                   | Китайская Республика (Тайвань)               | Чэнь Чэн Янь Цзягань                                         | (1950 год—1954 год, 1958 год—1963 год) 1963 год—1972 год | |  |
|                                                          | Корейская Народно-Демократическая Республика                     | Корейская Народно-Демократическая Республика | Председатель ЦК Трудовой партии Кореи                        | Ким Ир Сен | 1949 год—1966 год |  |
| Председатель кабинета министров                          | Корейская Народно-Демократическая Республика                     | Корейская Народно-Демократическая Республика | 1948 год—1972 год                                            | Ким Ир Сен | |  |
| Председатель Президиума Верховного народного собрания    | Корейская Народно-Демократическая Республика                     | Корейская Народно-Демократическая Республика | Чхве Ён Гон                                                  | 1957 год—1972 год | |  |
| Флаг Кувейта                                             | Кувейт                                                           | Кувейт                                       | Эмир                                                         | Абдалла ас-Салем ас-Сабах (Абдалла III) | 1961 год—1965 год |  |
| Флаг Кувейта                                             | Кувейт                                                           | Кувейт                                       | Премьер-министр                                              | Абдалла ас-Салем ас-Сабах (Абдалла III) Сабах ас-Салем ас-Сабах                                                                                               | 1962 год—1963 год 1963 год—1965 год |  |
|                                                          | Лаос                                                             | Лаос                                         | Король                                                       | Саванг Ватхана | 1959 год—1975 год |  |
| Премьер-министр                                          | Лаос                                                             | Лаос                                         | Суванна Фума                                                 | 1951 год—1954 год, 1956 год—1958 год, 1960 год, 1962 год—1975 год                                                                                             | |  |
| Флаг Ливана                                              | Ливан                                                            | Ливан                                        | Президент                                                    | Фуад Шехаб | 1952 год, 1958 год—1964 год |  |
| Флаг Ливана                                              | Ливан                                                            | Ливан                                        | Премьер-министр                                              | Рашид Караме | 1955 год—1956 год, 1958 год—1960 год, 1961 год—1964 год, 1965 год—1966 год, 1966 год—1968 год, 1969 год—1970 год, 1975 год—1976 год, 1984 год—1987 год                          |  |
|                                                          | Малайская Федерация                                              | Малайская Федерация                          | Янг ди-Пертуан Агонг (Верховный глава)                       | Сайед Путра | 1960 год—1965 год |  |
| Премьер-министр                                          | Малайская Федерация                                              | Малайская Федерация                          | Абдул Рахман                                                 | 1957 год—1970 год | |  |
|                                                          | Мальдивы (протекторат Великобритании)                            | Мальдивы (протекторат Великобритании)        | Король                                                       | Мухаммед Фарид Диди | 1954 год—1968 год |  |
| Премьер-министр                                          | Мальдивы (протекторат Великобритании)                            | Мальдивы (протекторат Великобритании)        | Ибрагим Насир                                                | 1957 год—1968 год | |  |
|                                                          | Монгольская Народная Республика                                  | Монгольская Народная Республика              | Первый секретарь ЦК Монгольской народной партии              | Юмжагийн Цеденбал | 1958 год—1984 год |  |
| Председатель Совета министров                            | Монгольская Народная Республика                                  | Монгольская Народная Республика              | 1952 год—1974 год                                            | Юмжагийн Цеденбал | |  |
| Председатель Президиума Великого Государственного Хурала | Монгольская Народная Республика                                  | Монгольская Народная Республика              | Жамсарангийн Самбу                                           | 1954 год—1972 год | |  |
|                                                          | Непал                                                            | Непал                                        | Король                                                       | Махендра | 1955 год—1972 год |  |
| Премьер-министр                                          | Непал                                                            | Непал                                        | Тулси Гири Сурья Бахадур Тхапа                               | (1960 год—1963 год, 1964 год—1965 год, 1975 год—1977 год) (1963 год—1964 год, 1965 год—1969 год, 1979 год—1983 год, 1997 год—1997 год, 2003 год—2004 год)     | |  |
|                                                          | Оман (протекторат Великобритании)                                | Оман (протекторат Великобритании)            | Султан                                                       | Саид бин Таймур | 1932 год—1970 год |  |
| Флаг Пакистана                                           | Пакистан                                                         | Пакистан                                     | Президент                                                    | Мухаммед Айюб Хан | 1958 год—1969 год |  |
| Флаг Пакистана                                           |                                                                  | Дир                                          | Наваб                                                        | Мохаммад Шах Хосру Хан | 1960 год—1969 год |  |
| Флаг Пакистана                                           |                                                                  | Хунза                                        | мир                                                          | Мухаммад Джамаль Хан | 1945 год—1974 год |  |
|                                                          | Саудовская Аравия                                                | Саудовская Аравия                            | Король                                                       | Сауд ибн Абдул-Азиз | 1953 год—1964 год |  |
| Премьер-министр                                          | Саудовская Аравия                                                | Саудовская Аравия                            | Фейсал ибн Абдул-Азиз Аль Сауд                               | 1954 год—1960 год, 1962 год—1975 год | |  |
|                                                          | Сикким                                                           | Сикким                                       | Чогьял                                                       | Таши Намгьял Палден Тондуп Намгьял | 1914 год—1963 год 1963 год—1975 год |  |
|                                                          | Сирия                                                            | Сирия                                        | Президент                                                    | Назим аль-Кудси Луай Аль-Атаси Амин Аль-Хафез | 1961 год—1963 год 1963 год 1963 год—1966 год |  |
| Премьер-министр                                          | Сирия                                                            | Сирия                                        | Халед Аль-Азем Салах ад-Дин Битар Амин Аль-Хафез             | (1941 год, 1946 год, 1948 год—1949 год, 1949 год—1950 год, 1951 год, 1962 год—1963 год) (1963 год, 1964 год, 1966 год) (1963 год—1964 год, 1964 год—1965 год) | |  |
| Флаг Таиланда                                            | Таиланд                                                          | Таиланд                                      | Король                                                       | Рама IX (Пхумипон Адульядет) | 1946 год—2016 год |  |
| Флаг Таиланда                                            | Таиланд                                                          | Таиланд                                      | Премьер-министр                                              | Сарит Танарат Таном Киттикачон | 1958 год—1963 год (1958 год, 1963 год—1973 год) |  |
|                                                          | Турция                                                           | Турция                                       | Президент                                                    | Джемаль Гюрсель | 1961 год—1966 год |  |
| Премьер-министр                                          | Турция                                                           | Турция                                       | Исмет Инёню                                                  | 1923 год—1924 год, 1925 год—1937 год, 1961 год—1965 год | |  |
|                                                          | Филиппины                                                        | Филиппины                                    | Президент                                                    | Диосдадо Макапагал | 1961 год—1965 год |  |
|                                                          | Цейлон (доминион Великобритании)                                 | Цейлон (доминион Великобритании)             | Королева                                                     | Елизавета II | 1952 год—1972 год |  |
| Генерал-губернатор                                       | Цейлон (доминион Великобритании)                                 | Цейлон (доминион Великобритании)             | Уильям Гопаллава                                             | 1962 год—1972 год | |  |
| Премьер-министр                                          | Цейлон (доминион Великобритании)                                 | Цейлон (доминион Великобритании)             | Сиримаво Бандаранаике                                        | 1960 год—1965 год, 1970 год—1977 год, 1994 год—2000 год | |  |
|                                                          | Южная Корея                                                      | Южная Корея                                  | Президент                                                    | Пак Чонхи | 1962 год—1979 год |  |
| Премьер-министр                                          | Южная Корея                                                      | Южная Корея                                  | Ким Хён Чхоль Чхве Ду Сон                                    | 1962 год—1963 год 1963 год—1964 год | |  |
|                                                          | Япония                                                           | Япония                                       | Император                                                    | Хирохито (император Сёва) | 1926 год—1989 год |  |
| Премьер-министр                                          | Япония                                                           | Япония                                       | Хаято Икэда                                                  | 1960 год—1964 год | |  |

## Африка
| Флаг | Страна                                                                             | Страна                                                                             | Должность                             | Имя                                             | Начало и конец срока                                                         | Фото |
| --- | ---------------------------------------------------------------------------------- | ---------------------------------------------------------------------------------- | ------------------------------------- | ----------------------------------------------- | ---------------------------------------------------------------------------- | ---- |
| Флаг Алжира | Алжир                                                                              | Алжир                                                                              | Председатель Национального собрания   | Ферхат Аббас                                    | 1962 год—1963 год                                                            |      |
| Флаг Алжира | Алжир                                                                              | Алжир                                                                              | Президент                             | Ахмед бен Белла                                 | 1963 год—1965 год                                                            |      |
| Флаг Алжира | Алжир                                                                              | Алжир                                                                              | Премьер-министр                       | Ахмед бен Белла                                 | 1962 год—1963 год                                                            |      |
| Флаг Кот-д’Ивуара | Берег Слоновой Кости                                                               | Берег Слоновой Кости                                                               | Президент                             | Феликс Уфуэ-Буаньи                              | 1960 год—1993 год                                                            |      |
| | Бурунди                                                                            | Бурунди                                                                            | Мвами (король)                        | Мвамбутса IV                                    | 1915 год—1966 год                                                            |      |
| Премьер-министр | Бурунди                                                                            | Бурунди                                                                            | Андре Мухирва Пьер Нгендандумве       | 1961 год—1963 год (1963 год—1964 год, 1965 год) |                                                                              |      |
| | Верхняя Вольта                                                                     | Верхняя Вольта                                                                     | Президент                             | Морис Ямеого                                    | 1960 год—1966 год                                                            |      |
| Флаг Габона | Габон                                                                              | Габон                                                                              | Президент                             | Леон Мба                                        | 1960 год—1967 год                                                            |      |
| Флаг Ганы | Гана                                                                               | Гана                                                                               | Президент                             | Кваме Нкрума                                    | 1960 год—1966 год                                                            |      |
| Флаг Гвинеи | Гвинея                                                                             | Гвинея                                                                             | Президент                             | Ахмед Секу Туре                                 | 1958 год—1984 год                                                            |      |
| | Дагомея                                                                            | Дагомея                                                                            | Президент                             | Кутуку Юбер Мага Кристоф Согло                  | (1960 год—1963 год 1970 год—1972 год) (1963 год—1964 год, 1965 год—1967 год) |      |
| | Занзибар Протекторат Великобритании, получивший независимость 10 декабря 1963 года | Занзибар Протекторат Великобритании, получивший независимость 10 декабря 1963 года | Султан                                | Абдуллах ибн Халифа Джамшид ибн Абдулла         | 1960 год—1963 год 1963 год—1964 год                                          |      |
| Премьер-министр | Занзибар Протекторат Великобритании, получивший независимость 10 декабря 1963 года | Занзибар Протекторат Великобритании, получивший независимость 10 декабря 1963 года | Мухаммад Шамте Хамади                 | 1963 год—1964 год                               |                                                                              |      |
| | Камерун                                                                            | Камерун                                                                            | Президент                             | Ахмаду Ахиджо                                   | 1960 год—1982 год                                                            |      |
| Премьер-министр (Восточный Камерун) | Камерун                                                                            | Камерун                                                                            | Шарль Ассале                          | 1961 год—1965 год                               |                                                                              |      |
| Премьер-министр (Западный Камерун) | Камерун                                                                            | Камерун                                                                            | Джон Нгу Фонча                        | 1961 год—1965 год                               |                                                                              |      |
| | Катанга                                                                            | Катанга                                                                            | Президент                             | Моиз Чомбе                                      | 1960 год—1963 год                                                            |      |
| В декабре 1962 года войска ООН окончательно установили контроль над столицей Элизабетвилем. 15 января 1963 года катангские войска прекратили сопротивление. Провинция Катанга возвращена под власть центрального правительства Конго. | Катанга                                                                            | Катанга                                                                            |                                       |                                                 |                                                                              |      |
| Флаг Кении | Кения Британская колония, получившая независимость 12 декабря 1963 года            | Кения Британская колония, получившая независимость 12 декабря 1963 года            | Королева                              | Елизавета II                                    | 1963 год—1964 год                                                            |      |
| Флаг Кении | Кения Британская колония, получившая независимость 12 декабря 1963 года            | Кения Британская колония, получившая независимость 12 декабря 1963 года            | Генерал-губернатор                    | Малькольм Макдональд                            | 1963 год—1964 год                                                            |      |
| Флаг Кении | Кения Британская колония, получившая независимость 12 декабря 1963 года            | Кения Британская колония, получившая независимость 12 декабря 1963 года            | Премьер-министр                       | Джомо Кениата                                   | 1963 год—1964 год                                                            |      |
| | Конго (Конго-Браззавиль)                                                           | Конго (Конго-Браззавиль)                                                           | Президент                             | Фюльбер Юлу Альфонс Массамба-Деба               | 1960 год—1963 год 1963 год—1968 год                                          |      |
| Премьер-министр | Конго (Конго-Браззавиль)                                                           | Конго (Конго-Браззавиль)                                                           | Альфонс Массамба-Деба Паскаль Лиссуба | 1963 год 1963 год—1966 год                      |                                                                              |      |
| | Конго (Конго-Леопольдвиль)                                                         | Конго (Конго-Леопольдвиль)                                                         | Президент                             | Жозеф Касавубу                                  | 1960 год—1965 год                                                            |      |
| Премьер-министр | Конго (Конго-Леопольдвиль)                                                         | Конго (Конго-Леопольдвиль)                                                         | Сирил Адула                           | 1961 год—1964 год                               |                                                                              |      |
| | Либерия                                                                            | Либерия                                                                            | Президент                             | Уильям Табмен                                   | 1944 год—1971 год                                                            |      |
| | Ливия                                                                              | Ливия                                                                              | Король                                | Идрис I                                         | 1951 год—1969 год                                                            |      |
| Премьер-министр | Ливия                                                                              | Ливия                                                                              | Мухаммед Осман Саид Мохиэддин Фикини  | 1960 год—1963 год 1963 год—1964 год             |                                                                              |      |
| | Мавритания                                                                         | Мавритания                                                                         | Президент                             | Моктар ульд Дадда                               | 1960 год—1978 год                                                            |      |
| Флаг Мадагаскара | Мадагаскар                                                                         | Мадагаскар                                                                         | Президент                             | Филибер Циранана                                | 1959 год—1972 год                                                            |      |
| Флаг Мали | Мали                                                                               | Мали                                                                               | Президент                             | Модибо Кейта                                    | 1960 год—1968 год                                                            |      |
| Флаг Мали | Мали                                                                               | Мали                                                                               | Премьер-министр                       | Модибо Кейта                                    | 1960 год—1965 год                                                            |      |
| Флаг Марокко | Марокко                                                                            | Марокко                                                                            | Король                                | Хасан II                                        | 1961 год—1999 год                                                            |      |
| Флаг Марокко | Марокко                                                                            | Марокко                                                                            | Премьер-министр                       | Хасан II Мухаммед Ахмед Бахнини                 | (1961 год—1963 год, 1965 год—1967 год) 1963 год—1965 год                     |      |
| Флаг Нигера | Нигер                                                                              | Нигер                                                                              | Президент                             | Амани Диори                                     | 1960 год—1974 год                                                            |      |
| Флаг Нигерии | Нигерия С 1 октября 1963 года — Федеративная Республика Нигерия                    | Нигерия С 1 октября 1963 года — Федеративная Республика Нигерия                    | Королева                              | Елизавета II                                    | 1960 год—1963 год                                                            |      |
| Флаг Нигерии | Нигерия С 1 октября 1963 года — Федеративная Республика Нигерия                    | Нигерия С 1 октября 1963 года — Федеративная Республика Нигерия                    | Генерал-губернатор                    | Ннамди Азикиве                                  | 1960 год—1963 год                                                            |      |
| Флаг Нигерии | Нигерия С 1 октября 1963 года — Федеративная Республика Нигерия                    | Нигерия С 1 октября 1963 года — Федеративная Республика Нигерия                    | Президент                             | Ннамди Азикиве                                  | 1963 год—1966 год                                                            |      |
| Флаг Нигерии | Нигерия С 1 октября 1963 года — Федеративная Республика Нигерия                    | Нигерия С 1 октября 1963 года — Федеративная Республика Нигерия                    | Премьер-министр                       | Абубакар Тафава Балева                          | 1960 год—1966 год                                                            |      |
| | Объединённая Арабская Республика (Египет)                                          | Объединённая Арабская Республика (Египет)                                          | Президент                             | Гамаль Абдель Насер                             | 1958 год—1970 год                                                            |      |
| Председатель Исполнительного совета | Объединённая Арабская Республика (Египет)                                          | Объединённая Арабская Республика (Египет)                                          | Али Сабри                             | 1962 год—1964 год                               |                                                                              |      |
| | Руанда                                                                             | Руанда                                                                             | Президент                             | Грегуар Кайибанда                               | 1961 год—1973 год                                                            |      |
| | Салум (с 1960 года протекторат Сенегала)                                           | Салум (с 1960 года протекторат Сенегала)                                           | маад                                  | Фоде Но Гуйе Диуф                               | 1935 год—1969 год                                                            |      |
| | Свазиленд (протекторат Великобритании)                                             | Свазиленд (протекторат Великобритании)                                             | нгвеньяма (король)                    | Собуза II                                       | 1899 год—1982 год                                                            |      |
| Флаг Сенегала | Сенегал                                                                            | Сенегал                                                                            | Президент                             | Леопольд Седар Сенгор                           | 1960 год—1980 год                                                            |      |
| Флаг Сомали | Сомали                                                                             | Сомали                                                                             | Президент                             | Аден Абдулла Осман Даар                         | 1960 год—1967 год                                                            |      |
| Флаг Сомали | Сомали                                                                             | Сомали                                                                             | Премьер-министр                       | Абдирашид Али Шермак                            | 1960 год—1964 год                                                            |      |
| | Судан                                                                              | Судан                                                                              | Президент                             | Ибрахим Аббуд                                   | 1958 год—1964 год                                                            |      |
| Премьер-министр | Судан                                                                              | Судан                                                                              | 1958 год—1964 год                     | Ибрахим Аббуд                                   |                                                                              |      |
| Флаг Сьерра-Леоне | Сьерра-Леоне                                                                       | Сьерра-Леоне                                                                       | Королева                              | Елизавета II                                    | 1961 год—1971 год                                                            |      |
| Флаг Сьерра-Леоне | Сьерра-Леоне                                                                       | Сьерра-Леоне                                                                       | Генерал-губернатор                    | Генри Джосия Бостон                             | 1962 год—1967 год                                                            |      |
| Флаг Сьерра-Леоне | Сьерра-Леоне                                                                       | Сьерра-Леоне                                                                       | Премьер-министр                       | Милтон Маргаи                                   | 1961 год—1964 год                                                            |      |
| | Танганьика                                                                         | Танганьика                                                                         | Президент                             | Джулиус Ньерере                                 | 1962 год—1964 год                                                            |      |
| Флаг Того | Того                                                                               | Того                                                                               | Президент                             | Силванус Олимпио Николас Грюницкий              | 1960 год—1963 год 1963 год—1967 год                                          |      |
| | Тунис                                                                              | Тунис                                                                              | Президент                             | Хабиб Бургиба                                   | 1957 год—1987 год                                                            |      |
| Флаг Уганды | Уганда С 9 октября 1963 года — Республика Уганда                                   | Уганда С 9 октября 1963 года — Республика Уганда                                   | Королева                              | Елизавета II                                    | 1962 год—1963 год                                                            |      |
| Флаг Уганды | Уганда С 9 октября 1963 года — Республика Уганда                                   | Уганда С 9 октября 1963 года — Республика Уганда                                   | Генерал-губернатор                    | Уолтер Коатс                                    | 1962 год—1963 год                                                            |      |
| Флаг Уганды | Уганда С 9 октября 1963 года — Республика Уганда                                   | Уганда С 9 октября 1963 года — Республика Уганда                                   | Президент                             | Мутеса II                                       | 1963 год—1966 год                                                            |      |
| Флаг Уганды | Уганда С 9 октября 1963 года — Республика Уганда                                   | Уганда С 9 октября 1963 года — Республика Уганда                                   | Премьер-министр                       | Милтон Оботе                                    | 1962 год—1966 год                                                            |      |
| | Центральноафриканская Республика                                                   | Центральноафриканская Республика                                                   | Президент                             | Давид Дако                                      | 1960 год—1966 год, 1979 год—1981 год                                         |      |
| Флаг Чада | Чад                                                                                | Чад                                                                                | Президент                             | Франсуа Томбалбай                               | 1960 год—1975 год                                                            |      |
| Флаг Чада | Чад                                                                                | Чад                                                                                | Премьер-министр                       | Франсуа Томбалбай                               | 1959 год—1975 год                                                            |      |
| | Эфиопия                                                                            | Эфиопия                                                                            | Император                             | Хайле Селассие                                  | 1930 год—1936 год, 1941 год—1974 год                                         |      |
| Премьер-министр | Эфиопия                                                                            | Эфиопия                                                                            | Аклилу Хабте Вольде                   | 1961 год—1974 год                               |                                                                              |      |
| | Южно-Африканская Республика                                                        | Южно-Африканская Республика                                                        | Государственный президент             | Чарльз Роббертс Сварт                           | 1961 год—1967 год                                                            |      |
| Премьер-министр | Южно-Африканская Республика                                                        | Южно-Африканская Республика                                                        | Хендрик Фервурд                       | 1958 год—1966 год                               |                                                                              |      |

## Европа
| Флаг                                                          | Страна                                    | Страна                                    | Должность | Имя | Начало и конец срока | Фото |
| ------------------------------------------------------------- | ----------------------------------------- | ----------------------------------------- | --- | --- | --- | ---- |
| Флаг Австрии                                                  | Австрия                                   | Австрия                                   | Федеральный президент                                                                                        | Адольф Шерф | 1957 год—1965 год |      |
| Флаг Австрии                                                  | Австрия                                   | Австрия                                   | Федеральный канцлер                                                                                          | Альфонс Горбах | 1961 год—1964 год |      |
|                                                               | Албания                                   | Албания                                   | Первый секретарь Центрального Комитета                                                                       | Энвер Ходжа | 1941 год—1985 год |      |
| Председатель Президиума Народного собрания                    | Албания                                   | Албания                                   | Хаджи Леши                                                                                                   | 1953 год—1982 год | |      |
| Председатель Совета министров                                 | Албания                                   | Албания                                   | Мехмет Шеху                                                                                                  | 1954 год—1981 год | |      |
| Флаг Андорры                                                  | Андорра                                   | Андорра                                   | Соправители                                                                                                  | Шарль Де Голль Президент Французской Республики | 1959 год—1969 год |      |
| Флаг Андорры                                                  | Андорра                                   | Андорра                                   | Соправители                                                                                                  | Рамон Иглеисас-и-Навори Епископ Урхельский | 1943 год—1969 год |      |
| Флаг Бельгии                                                  | Бельгия                                   | Бельгия                                   | Король | Бодуэн | 1951 год—1993 год |      |
| Флаг Бельгии                                                  | Бельгия                                   | Бельгия                                   | Премьер-министр                                                                                              | Теодор Лефевр | 1961 год—1965 год |      |
|                                                               | Народная Республика Болгария              | Народная Республика Болгария              | Генеральный (Первый) секретарь ЦК Болгарской коммунистической партии                                         | Тодор Живков | 1954 год—1989 год |      |
| Председатель Совета министров                                 | Народная Республика Болгария              | Народная Республика Болгария              | 1962 год—1971 год                                                                                            | Тодор Живков | |      |
| Председатель Президиума Народного собрания                    | Народная Республика Болгария              | Народная Республика Болгария              | Димитр Ганев                                                                                                 | 1958 год—1964 год | |      |
| Флаг Ватикана                                                 | Ватикан                                   | Ватикан                                   | Папа | Иоанн XXIII Павел VI | 1958 год—1963 год 1963 год—1978 год |      |
| Флаг Ватикана                                                 | Ватикан                                   | Ватикан                                   | Государственный секретарь                                                                                    | кардинал Амлето Джованни Чиконьяни | 1961 год—1969 год |      |
|                                                               | Великобритания                            | Великобритания                            | Королева | Елизавета II | 1952 год—2022 год |      |
| Премьер-министр                                               | Великобритания                            | Великобритания                            | Гарольд Макмиллан Александр Дуглас-Хьюм                                                                      | 1957 год—1963 год 1963 год—1964 год | |      |
| Флаг Венгрии                                                  | Венгерская Народная Республика            | Венгерская Народная Республика            | Генеральный секретарь ЦК Венгерской социалистической рабочей партии                                          | Янош Кадар | 1956 год—1988 год |      |
| Флаг Венгрии                                                  | Венгерская Народная Республика            | Венгерская Народная Республика            | Председатель Совета министров                                                                                | Янош Кадар | 1956 год—1958 год, 1961 год—1965 год |      |
| Флаг Венгрии                                                  | Венгерская Народная Республика            | Венгерская Народная Республика            | Председатель Президиума Венгерской Народной Республики                                                       | Иштван Доби | 1952 год—1967 год |      |
|                                                               | Германская Демократическая Республика     | Германская Демократическая Республика     | Генеральный секретарь ЦК Социалистической единой партия Германии                                             | Вальтер Ульбрихт | 1950 год—1971 год |      |
| Председатель Государственного совета                          | Германская Демократическая Республика     | Германская Демократическая Республика     | 1960 год—1973 год                                                                                            | Вальтер Ульбрихт | |      |
| Председатель правительства                                    | Германская Демократическая Республика     | Германская Демократическая Республика     | Отто Гротеволь                                                                                               | 1949 год—1964 год | |      |
|                                                               | Греция                                    | Греция                                    | Король | Павел I | 1947 год—1964 год |      |
| Премьер-министр                                               | Греция                                    | Греция                                    | Константинос Караманлис Панайотис Пипинелис Стилианос Мавромихалис Георгиос Папандреу Иоаннис Параскевопулос | (1955 год—1958 год, 1958 год—1961 год, 1961 год—1963 год, 1974 год—1980 год) 1963 год (1944 год—1945 год, 1963 год, 1964 год—1965 год) 1963 год—1964 год | |      |
| Флаг Дании                                                    | Дания                                     | Дания                                     | Король | Фредерик IX | 1947 год—1972 год |      |
| Флаг Дании                                                    | Дания                                     | Дания                                     | Премьер-министр                                                                                              | Йенс Отто Краг | 1962 год—1968 год, 1971 год—1972 год |      |
| Флаг Ирландии                                                 | Ирландия                                  | Ирландия                                  | Президент | Имон де Валера | 1959 год—1973 год |      |
| Флаг Ирландии                                                 | Ирландия                                  | Ирландия                                  | Премьер-министр (тишек)                                                                                      | Шон Лемассн | 1959 год—1966 год |      |
| Флаг Исландии                                                 | Исландия                                  | Исландия                                  | Президент | Аусгейр Аусгейрссон | 1952 год—1968 год |      |
| Флаг Исландии                                                 | Исландия                                  | Исландия                                  | Премьер-министр                                                                                              | Оулавюр Триггвасон Торс Бьярни Бенедиктссон | (1942 год, 1944 год—1947 год, 1949 год—1950 год, 1953 год—1956 год, 1959 год—1961 год, 1962 год—1963 год) (1961 год, 1963 год—1970 год) |      |
|                                                               | Испания                                   | Испания                                   | Каудильо | Франсиско Франко | 1936 год—1975 год |      |
| Премьер-министр                                               | Испания                                   | Испания                                   | 1938 год—1973 год                                                                                            | Франсиско Франко | |      |
|                                                               | Италия                                    | Италия                                    | Президент | Антонио Сеньи | 1962 год—1964 год |      |
| Премьер-министр                                               | Италия                                    | Италия                                    | Аминторе Фанфани Джованни Леоне Альдо Моро                                                                   | (1954 год, 1958 год—1959 год, 1960 год—1963 год, 1982 год—1983 год, 1987 год) (1963 год, 1968 год) (1963 год—1968 год, 1974 год—1976 год)                | |      |
|                                                               | Лихтенштейн                               | Лихтенштейн                               | Князь | Франц Иосиф II | 1938 год—1989 год |      |
| Премьер-министр                                               | Лихтенштейн                               | Лихтенштейн                               | Герард Батлинерд                                                                                             | 1962 год—1970 год | |      |
| Флаг Люксембурга                                              | Люксембург                                | Люксембург                                | Великая герцогиня                                                                                            | Шарлотта | 1919 год—1964 год |      |
| Флаг Люксембурга                                              | Люксембург                                | Люксембург                                | Премьер-министр                                                                                              | Пьер Вернер | 1959 год—1974 год, 1979 год—1984 год |      |
| Флаг Монако                                                   | Монако                                    | Монако                                    | Князь | Ренье III | 1949 год—2005 год |      |
| Флаг Монако                                                   | Монако                                    | Монако                                    | Премьер-министр                                                                                              | Пьер Бланши (и. о.) Жан Реймон | (1944 год, 1949 год, 1962 год—1963 год) 1963 год—1966 год                                                                               |      |
| Флаг Нидерландов                                              | Нидерланды                                | Нидерланды                                | Королева | Юлиана | 1948 год—1980 год |      |
| Флаг Нидерландов                                              | Нидерланды                                | Нидерланды                                | Премьер-министр                                                                                              | Ян Де Квай Виктор Марейнен | 1959 год—1963 год 1963 год—1965 год |      |
| Флаг Норвегии                                                 | Норвегия                                  | Норвегия                                  | Король | Улаф V | 1957 год—1991 год |      |
| Флаг Норвегии                                                 | Норвегия                                  | Норвегия                                  | Премьер-министр                                                                                              | Эйнар Герхардсен Йон Люнг | (1945 год—1951 год, 1955 год—1963 год, 1963 год—1965 год) 1963 год                                                                      |      |
| Флаг Польши                                                   | Польская Народная Республика              | Польская Народная Республика              | Председатель ЦК Польской объединенной рабочей партии                                                         | Владислав Гомулка | 1956 год—1970 год |      |
| Флаг Польши                                                   | Польская Народная Республика              | Польская Народная Республика              | Председатель Государственного совета                                                                         | Александр Завадский | 1952 год—1964 год |      |
| Флаг Польши                                                   | Польская Народная Республика              | Польская Народная Республика              | Председатель Совета министров                                                                                | Юзеф Циранкевич | 1954 год—1970 год |      |
|                                                               | Португалия                                | Португалия                                | Президент | Америку де Деуш Томаш | 1958 год—1974 год |      |
| Премьер-министр                                               | Португалия                                | Португалия                                | Антониу ди Салазар                                                                                           | 1932 год—1968 год | |      |
|                                                               | Румынская Народная Республика             | Румынская Народная Республика             | Генеральный (первый) секретарь ЦК Румынской коммунистической партии                                          | Георге Георгиу-Деж | 1944 год—1954 год, 1955 год—1965 год |      |
| Председатель Государственного Совета                          | Румынская Народная Республика             | Румынская Народная Республика             | 1961 год—1965 год                                                                                            | Георге Георгиу-Деж | |      |
| Премьер-министр                                               | Румынская Народная Республика             | Румынская Народная Республика             | Ион Георге Маурер                                                                                            | 1961 год—1974 год | |      |
| Флаг Сан-Марино                                               | Сан-Марино                                | Сан-Марино                                | Капитаны-регенты                                                                                             | Антонио Мариа Морганти и Агостино Бьорди Леонида Суцци Валли и Стелио Монтирони Джован Луиджи Франчози и Доменико Боллини                                | 1962 год—1963 год 1963 год 1963 год—1964 год                                                                                            |      |
|                                                               | Союз Советских Социалистических Республик | Союз Советских Социалистических Республик | Первый секретарь ЦК КПСС                                                                                     | Никита Хрущёв | 1953 год—1964 год |      |
| Председатель Совета министров                                 | Союз Советских Социалистических Республик | Союз Советских Социалистических Республик | 1958 год—1964 год                                                                                            | Никита Хрущёв | |      |
| Председатель Президиума Верховного Совета СССР                | Союз Советских Социалистических Республик | Союз Советских Социалистических Республик | Леонид Брежнев                                                                                               | 1960 год—1964 год, 1977 год—1982 год | |      |
|                                                               | Федеративная Республика Германии          | Федеративная Республика Германии          | Федеральный президент                                                                                        | Генрих Любке | 1959 год—1969 год |      |
| Федеральный канцлер                                           | Федеративная Республика Германии          | Федеративная Республика Германии          | Конрад Аденауэр Людвиг Эрхард                                                                                | 1949 год—1963 год 1963 год—1966 год | |      |
|                                                               | Финляндия                                 | Финляндия                                 | Президент | Урхо Калева Кекконен | 1956 год—1982 год |      |
| Премьер-министр                                               | Финляндия                                 | Финляндия                                 | Ахти Карьялайнен Рейно Лехто                                                                                 | (1962 год—1963 год, 1970 год—1971 год) 1963 год—1964 год                                                                                                 | |      |
|                                                               | Франция                                   | Франция                                   | Президент | Шарль де Голль | 1959 год—1969 год |      |
| Премьер-министр                                               | Франция                                   | Франция                                   | Жорж Помпиду                                                                                                 | 1962 год—1968 год | |      |
|                                                               | Чехословацкая Социалистическая Республика | Чехословацкая Социалистическая Республика | Президент | Антонин Новотный | 1957 год—1968 год |      |
| Генеральный секретарь ЦК Коммунистической партии Чехословакии | Чехословацкая Социалистическая Республика | Чехословацкая Социалистическая Республика | 1953 год—1968 год                                                                                            | Антонин Новотный | |      |
| Премьер-министр                                               | Чехословацкая Социалистическая Республика | Чехословацкая Социалистическая Республика | Вильям Широкий Йозеф Ленарт                                                                                  | 1953 год—1963 год 1963 год—1968 год | |      |
| Флаг Швейцарии                                                | Швейцария                                 | Швейцария                                 | Президент | Вилли Шпюлер | 1963 год, 1968 год |      |
|                                                               | Швеция                                    | Швеция                                    | Король | Густав VI Адольф | 1950 год—1973 год |      |
| Премьер-министр                                               | Швеция                                    | Швеция                                    | Таге Фритьоф Эрландер                                                                                        | 1946 год—1969 год | |      |
|                                                               | Югославия                                 | Югославия                                 | Председатель Президиума ЦК Союза коммунистов Югославии                                                       | Иосип Броз Тито | 1945 год—1980 год |      |
| Президент                                                     | Югославия                                 | Югославия                                 | 1953 год—1980 год                                                                                            | Иосип Броз Тито | |      |
| Председатель Правительства                                    | Югославия                                 | Югославия                                 | 1945 год—1963 год                                                                                            | Иосип Броз Тито | |      |
| Председатель Союзного исполнительного веча                    | Югославия                                 | Югославия                                 | Иосип Броз Тито Петар Стамболич                                                                              | 1963 год 1963 год—1967 год | |      |

## Океания
| Флаг                | Страна                             | Должность          | Имя                                 | Начало и конец срока                 | Фото |
| ------------------- | ---------------------------------- | ------------------ | ----------------------------------- | ------------------------------------ | ---- |
| Флаг Австралии      | Австралия                          | Королева           | Елизавета II                        | 1952 год—2022 год                    |      |
| Флаг Австралии      | Австралия                          | Генерал-губернатор | Уильям Сидни                        | 1961 год—1965 год                    |      |
| Флаг Австралии      | Австралия                          | Премьер-министр    | Роберт Мензис                       | 1939 год—1941 год, 1949 год—1966 год |      |
| Флаг Новой Зеландии | Новая Зеландия                     | Королева           | Елизавета II                        | 1952 год—2022 год                    |      |
| Флаг Новой Зеландии | Новая Зеландия                     | Генерал-губернатор | Бернард Фергюссон                   | 1962 год—1967 год                    |      |
| Флаг Новой Зеландии | Новая Зеландия                     | Премьер-министр    | Кит Холиок                          | 1957 год, 1960 год—1972 год          |      |
| Флаг Самоа          | Западное Самоа                     | О ле Ао О ле Мало  | Тупуа Тамасесе Меаоле               | 1962 год—1963 год                    |      |
| Флаг Самоа          | Западное Самоа                     | О ле Ао О ле Мало  | Малиетоа Танумафили II Сусуга       | 1962 год—2007 год                    |      |
| Флаг Самоа          | Западное Самоа                     | Премьер            | Фиаме Матаʻафа Фаумуина Мулинуʻу II | 1962 год—1970 год, 1973 год—1975 год |      |
| Флаг Тонги          | Тонга (протекторат Великобритании) | Королева           | Салоте Тупоу III                    | 1918 год—1965 год                    |      |
| Флаг Тонги          | Тонга (протекторат Великобритании) | Премьер            | Тауфа’ахау Тупоулахи                | 1949 год—1965 год                    |      |

## Северная и Центральная Америка
| Флаг                          | Страна                    | Должность                      | Имя                                                      | Начало и конец срока                                     | Фото |
| ----------------------------- | ------------------------- | ------------------------------ | -------------------------------------------------------- | -------------------------------------------------------- | ---- |
|                               | Гаити                     | Президент                      | Франсуа Дювалье                                          | 1957 год—1971 год                                        |      |
| Флаг Гватемалы                | Гватемала                 | Президент                      | Хосе Мигель Идигорас Фуэнтес Энрике Перальта Асурдия     | 1958 год—1963 год 1963 год—1966 год                      |      |
| Флаг Гондураса                | Гондурас                  | Президент                      | Рамон Вильеда Моралес Освальдо Лопес Арельяно            | 1957 год—1963 год (1963 год—1971 год, 1972 год—1975 год) |      |
| Флаг Доминиканской Республики | Доминиканская Республика  | Президент                      | Рафаэль Филиберто Боннельи Хуан Бош Дональд Рейд Кабраль | 1962 год—1963 год 1963 год 1963 год—1965 год             |      |
|                               | Канада                    | Королева                       | Елизавета II                                             | 1952 год—2022 год                                        |      |
| Генерал-губернатор            | Канада                    | Жорж Ванье                     | 1959 год—1967 год                                        |                                                          |      |
| Премьер-министр               | Канада                    | Джон Дифенбейкер Лестер Пирсон | 1957 год—1963 год 1963 год—1968 год                      |                                                          |      |
|                               | Коста-Рика                | Президент                      | Франсиско Орлич Больмарсич                               | 1962 год—1966 год                                        |      |
|                               | Куба                      | Президент                      | Освальд Дортикос Торрадо                                 | 1959 год—1976 год                                        |      |
| Премьер-министр               | Куба                      | Фидель Кастро                  | 1959 год—2008 год                                        |                                                          |      |
|                               | Мексика                   | Президент                      | Адольфо Лопес Матеос                                     | 1958 год—1964 год                                        |      |
|                               | Никарагуа                 | Президент                      | Луис Сомоса Дебайле Рене Шик Гутьеррес                   | 1956 год—1963 год 1963 год—1966 год                      |      |
|                               | Панама                    | Президент                      | Роберто Чиари Ремон                                      | 1949 год, 1960 год—1964 год                              |      |
| Флаг Сальвадора               | Сальвадор                 | Президент                      | Хулио Ривера Карбальо                                    | 1962 год—1967 год                                        |      |
| Флаг США                      | Соединённые Штаты Америки | Президент                      | Джон Фицджералд Кеннеди Линдон Джонсон                   | 1961 год—1963 год 1963 год—1969 год                      |      |
| Флаг Тринидада и Тобаго       | Тринидад и Тобаго         | Королева                       | Елизавета II                                             | 1962 год — 1976 год                                      |      |
| Флаг Тринидада и Тобаго       | Тринидад и Тобаго         | Генерал-губернатор             | Соломон Хочой                                            | 1962 год—1972 год                                        |      |
| Флаг Тринидада и Тобаго       | Тринидад и Тобаго         | Премьер-министр                | Эрик Уильямс                                             | 1962 год—1981 год                                        |      |
| Флаг Ямайки                   | Ямайка                    | Королева                       | Елизавета II                                             | 1962 год—2022 год                                        |      |
| Флаг Ямайки                   | Ямайка                    | Генерал-губернатор             | Клиффорд Кэмпбеллд                                       | 1962 год—1973 год                                        |      |
| Флаг Ямайки                   | Ямайка                    | Премьер-министр                | Александр Бустаманте                                     | 1962 год—1967 год                                        |      |

## Южная Америка
| Флаг            | Страна    | Должность                                         | Имя                                                         | Начало и конец срока                                              | Фото |
| --------------- | --------- | ------------------------------------------------- | ----------------------------------------------------------- | ----------------------------------------------------------------- | ---- |
| Флаг Аргентины  | Аргентина | Президент                                         | Хосе Мария Гидо Артуро Умберто Ильиа                        | 1962 год—1963 год 1963 год—1966 год                               |      |
| Флаг Боливии    | Боливия   | Президент                                         | Виктор Пас Эстенссоро                                       | 1952 год—1956 год, 1960 год—1964 год, 1985 год—1989 год           |      |
|                 | Бразилия  | Президент                                         | Жуан Гуларт                                                 | 1961 год—1964 год                                                 |      |
| Премьер-министр | Бразилия  | Эрмис Лима                                        | 1962 год—1963 год                                           |                                                                   |      |
|                 | Венесуэла | Президент                                         | Ромуло Бетанкур                                             | 1945 год—1948 год, 1959 год—1964 год                              |      |
| Флаг Колумбии   | Колумбия  | Президент                                         | Гильермо Леон Валенсия                                      | 1962 год—1966 год                                                 |      |
|                 | Парагвай  | Президент                                         | Альфредо Стресснер                                          | 1954 год—1989 год                                                 |      |
| Флаг Перу       | Перу      | Президент                                         | Рикардо Перес Годой Николас Линдлей Фернандо Белаунде Терри | 1962 год—1963 год 1963 год (1963 год—1968 год, 1980 год—1985 год) |      |
| Флаг Перу       | Перу      | Председатель Совета министров                     | Николас Линдлей Оскар Трельес Монтес Фернандо Швальб        | 1962 год—1963 год 1963 год 1963 год—1965 год                      |      |
| Флаг Уругвая    | Уругвай   | Президент Национального правительственного совета | Фаустино Гаррисон Даниэль Фернандес Креспо                  | 1962 год—1963 год 1963 год—1964 год                               |      |
| Флаг Чили       | Чили      | Президент                                         | Хорхе Алессандри Родригес                                   | 1958 год—1964 год                                                 |      |
| Флаг Эквадора   | Эквадор   | Президент                                         | Карлос Хулио Аросемена Монрой Рамон Кастро Хихон            | 1961 год—1963 год 1963 год—1966 год                               |      |

## Комментарии
1. ↑  Отправлен в отставку королём Захир-Шахом под давлением элиты, недовольной политикой главы правительства. Отошёл от политики, жил как частное лицо. В 1973 году пришёл к власти в результате военного переворота, свергшего афганскую монархию.
2. ↑  Окончил лицей в Кабуле и Гёттингенский университет в Германии. Доктор физических наук, преподаватель Кабульского университета. С 1947 года работал в структуре афганских министерств, в 1953 году вошёл в состав правительства, до 1963 года министр горных дел и промышленности. 14 марта 1963 сформировал новый кабинет.
3. ↑  Переизбран парламентом на новый срок после победы правящей партии на парламентских выборах 27 сентября 1963 года. Свергнут в результате военного переворота 1-2 ноября 1963 года, осуществлённого силами 5-й пехотной дивизии полковника Нгуена Ван Тхиеу и южновьетнамской морской пехотой. Расстрелян утром 2 ноября, после того как сдался новым властям.
4. ↑  Военный, генерал, советник президента Нго Динь Зьема. Служил во французской колониальной армии, был в плену у японских войск, участвовал в Индокитайской воне. В 1954 году попал в плен к силам Вьетминя, но смог бежать. Участник битвы за Сайгон в 1955 году. Обучался в США. Вместе с командующим армией генералом Чан Ван Доном составил заговор против Нго Динь Зьема.
5. ↑  Пост был упразднён 26 октября 1955 года, восстановлен 6 ноября 1963 года.
6. ↑  С 1956 года — вице-президент у Нго Динь Зьема. Католик, чиновник французской колониальной администрации, министр внутренних дел при Бао Дае. Назначен на восстановленный пост премьер-министра и сформировал правительство по поручению военных.
7. ↑  Скончался 23 апреля 1963 года в Иерусалиме в возрасте 78 лет.
8. ↑  Родился в Российской империи, где получил образование. Эмигрировал в Палестину, с 1959 года был председателем Кнессета Израиля. Исполнял обязанности президента после смерти И.Бен-Цви. Скончался в 1972 году.
9. ↑  Родился в Минской губернии Российской империи, жил в Вильно, обучался в Германии, затем эмигрировал в Палестину. Депутат кнессета, до 1951 года — министр образования и культуры Израиля. Избран Кнессетом на пять лет, до 21 мая 1968 года.
10. ↑  Подал в отставку 16 июня 1963 года из-за разногласий с руководством правящей партии и рекомендовал своим преемником Леви Эшколя. До 1970 года оставался депутатом Кнессета, затем отошёл от политики. Скончался в 1973 году в Тель-Авиве.
11. ↑  Родился в Киевской губернии Российской империи, жил в Вильно, затем эмигрировал в Палестину. Министр обороны, с 1962 года — министр финансов Израиля. 26 июня сформировал правительство.
12. ↑  Смещён с поста в ходе переворота 8 февраля 1963 года. Скончался в 1965 году.
13. ↑  Военный, маршал (1963). Участник Первой арабо-израильской войны, командир 20-й бригады, один из лидеров революции 1958 года. Занимал пост министра внутренних дел, но был смещён, разжалован и отправлен послом в ФРГ. По возвращении арестован, приговорён к смерти, но помилован и жил как частное лицо. 18 ноября 1963 года осуществил переворот и отстранил партию БААС от власти.
14. ↑  Военный, генерал. Смещён в ходе переворота 8 февраля 1963 года, арестован и расстрелян в студии Багдадского телевидения.
15. ↑  Военный, генерал, участник прогерманского переворота 1941 года, один из лидеров Партии арабского социалистического возрождения (БААС). 12 мая сформировал новый кабинет. Смещён с поста в ходе переворота 18 ноября, но назначен вице-президентом. Отправлен в отставку в январе 1964 года и жил, как частное лицо. В 1968 году вновь пришёл к власти в Ираке.
16. ↑  Военный, генерал-лейтенант. Участник революции 1958 года, находился в оппозиции к режиму А. К. Касема. В 1963 году начальник Генерального штаба, член Исполкома Регионального руководства БААС. Один из лидеров переворота 18 ноября.
17. ↑  Военный. Исполнял обязанности главы правительства в 1975 году.
18. ↑  Представитель йеменской интеллигенции, один из лидеров антимонархической оппозиции. Участник заговоров 1948 и 1955 годов, приговорён к смертной казни, неоднократно заключался в тюрьму. Освобождён в ходе революции 1962 года, 30 октября 1962 года введён в состав Совета революционного командования.
19. ↑  Сохранил пост вице-президента. Скончался в 1965 году от болезни печени.
20. ↑  Получил образование в Шанхае, химик. Занимал посты министра экономики, министра финансов, губернатора провинции Тайвань.
21. ↑  Получил медицинское образование в Индии. Один из лидеров партии Непальский конгресс. Занимал посты министра иностранных дел и министра внутренних дел.
22. ↑  Получил образование в Индии, был членом партии «Горкха паришад», депутатом верхней палаты парламента. С 1960 года занимал ряд министерских постов, в том числе министра финансов и экономики, министра юстиции.
23. ↑  Свергнут в ходе переворота 8 марта 1963 года. Арестован. После освобождения эмигрировал в Ливан, жил в Европе. Скончался в Иордании в 1998 году.
24. ↑  Военный, генерал-лейтенант. Один из лидеров переворота 8 марта 1963 года, главнокомандующий армией, затем председатель Национального совета революционного командования. Участник Первой арабо-израильской войны, военный атташе в США. В 1962 году был арестован правительством Сирии за нелояльность. В июле 1963 года был отправлен в отставку после конфликта в руководстве страны. Удалился в родной город Хомс, где скончался в 2003 году.
25. ↑  Военный, один из руководителей Партии арабского социалистического возрождения, пришедшей к власти в марте 1963 года. Был военным атташе в Аргентине. Подполковник. С марта 1963 года заместитель премьер-министра и министр внутренних дел. С 11 июля — также министр обороны и начальник Генштаба, генерал-майор. С 27 июля — председатель Национального совета революционного командования и военный губернатор Сирии.
26. ↑  Смещён в ходе переворота 8 марта 1963 года. Эмигрировал в Ливан, где скончался в 1965 году.
27. ↑  Один из основателей Партии арабского социалистического возрождения (БААС) и её генеральный секретарь, по профессии — учитель. Депутат парламента, министр иностранных дел, с 1958 года государственный министр Объединённой Арабской Республики. В 1959 году перешёл в оппозицию к Г. А. Насеру. В 1962 году арестован правительством Сирии и приговорён к тюремному заключению. Освобождён во время переворота 1963 года. 11 мая 1963 года подал в отставку, но назначенный на его место Сами аль-Джунди не смог сформировать кабинет. 13 мая сформировал новое правительство. Подал в отставку после VI съезда БААС, уступив место Амину Хафезу.
28. ↑  Военный, фельдмаршал. Скоропостижно скончался от болезни печени 8 декабря 1963 года. После траура, в марте 1964 года его тело было кремировано в присутствии короля и королевы.
29. ↑  Военный, генерал, заместитель премьер-министра и верховного главнокомандующего, министр обороны. Во Вторую мировую войну воевал в Бирме, участник переворотов 1947 и 1957 годов. Командовал дивизией, армией.
30. ↑  Избран на выборах 15 октября 1963 года. 17 декабря вступил на пост президента и Верховный совет национальной перестройки был распущен.
31. ↑  Пост учреждён в соответствии с Конституцией, принятой на референдуме 8 сентября 1963 года. А. Бен Белла избран на безальтернативных президентских выборах 15 сентября 1963 года на пятилетний срок, до 20 сентября 1968 года. 23 апреля 1963 года также занял пост генерального секретаря Политбюро правящего Фронта национального освобождения.
32. ↑  Пост упразднен 20 сентября 1963 года соответствии с Конституцией.
33. ↑  Подал в отставку после ареста председателя Национального собрания Сирьююмунси и министра общественных работ Ндиманья по обвинению в заговоре. Скончался в 2003 году.
34. ↑  Член Союза за национальный прогресс. Первый премьер-министр из народности хуту. Назначен на пост королём.
35. ↑  27 октября 1963 года, на второй день организованной профсоюзами всеобщей забастовки, подал в отставку и вошёл в триумвират — Временное правительство национальных интересов. 28 октября 1963 года арестован и отправлен в военный лагерь Гезо, но на следующий день вошёл в состав правительства полковника К.Согло. В ноябре обвинён в заговоре, арестован и выслан на юг страны. В 1965 году был освобожден по требованию стран Запада, в 1970 году вернулся к власти.
36. ↑  Военный, полковник, начальник Штаба армии. Захватил власть в условиях всеобщей забастовки и назначил на январь 1964 года референдум по новой конституции и всеобщие выборы.
37. ↑  Занял престол 1 июля 1963 года после смерти своего отца Абдаллаха ибн Хариба ибн Тувейни.
38. ↑  Капитулировал перед войсками ООН 21 января 1963 года. Эмигрировал, но уже в 1964 году возглавил правительство Конго.
39. ↑  Сын премьер-министра Великобритании Рамси Макдональда. Лейборист, депутат парламента, занимал пост министра колоний.
40. ↑  Окончил миссионерскую школу, начал карьеру инспектором по водоснабжению. В 1922 году включился в политическую борьбу за независимость, получил образование в Великобритании, в 1929 и в 1933 года посетил СССР, учился в Московском университете. Преподавал в Англии, в 1946 году вернулся в Кению. В 1952 году арестован британскими властями во время восстания Мау-Мау и приговорён к 7 годам тюрьмы. В 1961 году освобождён и возглавил Африканский национальный союз Кении (КАНУ). Министр по делам конституции правительства колонии, с 1 июля 1963 года премьер-министр Кении.
41. ↑  Подал в отставку 15 августа 1963 года после переговоров с оппозицией во время массовых выступлений. Срок полномочий истекал в 1966 году. Арестован, отправлен в военный лагерь «Юлу». В марте 1965 года бежал в Конго (Леопольдвиль), в июле того же года предпринял неудачную попытку вернуться к власти и был заочно приговорён к смертной казни с конфискацией имущества. После переворота в Конго (Леопольдвиль), в 1966 году переехал в Испанию. Скончался в Мадриде в мае 1972 года, в декабре 1972 года был похоронен в родной деревне.
42. ↑  Родился в семье дровосека, получил педагогическое образование в Браззавиле, работал учителем и директором школ в Чаде и Французском Конго. В 1959—1961 председатель Национального собрания, затем государственный министр, министр планирования. В сентябре 1961 года первым из конголезских политиков посетил Москву и передал лидеру СССР Н. С. Хрущёву личное послание президента Юлу. В мае 1963 года из-за разногласий с президентом подал в отставку и уехал в родную деревню. 16 августа по соглашению между армией и профсоюзами был призван к 19 декабря 1963 года новое Национальное собрание избрало А.Массамба-Деба президентом на срок в 5 лет, до декабря 1968 года. В тот же день он принёс присягу.
43. ↑  Пост официально учреждён в соответствии с Конституцией 8 декабря 1963 года. Паскаль Лиссуба обучался в Конго, Тунисе и Франции, окончил Сорбонну, доктор наук. С 1961 года руководил сельским хозяйством Конго. В своём правительстве занял также пост министра сельского хозяйства, вод и лесов.
44. ↑  Скончался в 2007 году.
45. ↑  Обучался во Франции, доктор юридических наук. С 1952 года служил в министерстве иностранных дел, занимал посты министра юстиции, посла в Египте и в США, представителя Ливии в ООН.
46. ↑  Передал власть представительному правительству после первых в истории страны парламентских выборов 17 мая 1963 года.
47. ↑  Юрист, с 1956 года председатель Верховного суда Марокко и генеральный секретарь министерства внутренних дел. В 1963 году был назначен министром юстиции. По поручению короля сформировал правительство парламентского большинства опиравшееся на получивший большинство мест в парламенте Фронт защиты конституционных институтов (Конституционно-демократическая партия, Демократическая партия независимости, Народное движение и монархисты).
48. ↑  Свергнут в ходе восстания прибывших из Франции ветеранов, не зачисленных в состав армии из соображений экономии. Застрелен утром 13 января 1963 года при попытке скрыться в посольстве США.
49. ↑  Сын выходца из Польши и африканки. Получил образование во Франции, участвовал в антифашистском движении Сопротивления, был депутатом Национального собрания Франции. В 1956—1958 годах возглавлял правительство автономного Того. Лидер партии Демократический союз населения Того, запрещённой в 1962 году. Избежал ареста, жил в Дагомее. Вернулся в страну вечером 14 января 1963 года по призыву военных. Временный президент, 17 января сформировал временное правительство. С 10 мая 1963 года — президент Того.
50. ↑  Тяжело заболел в мае 1963 года. Скончался 3 июня 1963 года в Ватикане в возрасте 81 года.
51. ↑  Кардинал Джованни Батиста Монтини, архиепископ Милана. Избран конклавом в 6-м туре голосования. Церемония интронизации прошла 30 июня 1963 года.
52. ↑  Ушёл в отставку после разоблачения связи министра обороны Джона Профьюмо с советской разведкой, а также из-за неверно диагностированного рака. Занимался издательским делом, в 1984 году получил титул графа. Скончался в 1986 году.
53. ↑  Шотландский аристократ, граф. Консерватор, депутат, с 1960 года — министр иностранных дел. Чтобы занять пост премьера 23 октября отказался от титула и места в Палате лордов и 7 ноября был избран в Палату общин. 11 ноября избран лидером Консервативной партии.
54. ↑  Подал в отставку 11 июня 1963 года под давлением партии Союз Центра. После переворота 1967 года эмигрировал, в 1974 году вновь возглавил правительство.
55. ↑  С 1922 года на дипломатической работе, в 1941 году посол в СССР, с 1952 года представитель в НАТО. Министр торговли в кабинете К.Караманлиса. Назначен главой временного правительства по решению короля. С декабря 1967 года министр иностранных дел при правлении «чёрных полковников». Скончался в 1970 году не покидая поста.
56. ↑  Судья, глава временного кабинета на период проведения парламентских выборов. Назначен после того, как король 26 сентября распустил парламент и назначил внеочередные парламентские выборы. После отставки — председатель Верховного суда. Скончался в 1981 году.
57. ↑  Премьер-министр в 1944—1945 годах. Как глава партии Союз Центра, победившей на парламентских выборах 3 ноября 1963 года, сформировал кабинет меньшинства. После получения вотума доверия подал 24 декабря в отставку и назначил новые парламентские выборы на 16 февраля 1964 года в надежде добиться устойчивого парламентского большинства. В 1964 году вновь возглавил правительство.
58. ↑  Финансист, обучался в Мюнхене, Йене, Лейпциге и Лондоне. Банкир, работал в финансовых структурах, в том числе в МБРР. Занимал посты министра торговли, министра промышленности и торговли. В 1963 году заместитель директора Национального банка. На пост премьера назначен королём. Его правительство должно было провести в 1964 году новые парламентские выборы.
59. ↑  Сохранил пост после победы правящей коалиции на парламентских выборах 9 июня 1963 года, но 14 ноября подал в отставку по состоянию здоровья. Скончался в 1964 году.
60. ↑  Юрист, журналист, президент Партии независимости. Занимал посты мэра Рейкьявика, министра иностранных дел. Министр юстиции в кабинете Торса. Возглавил правительство с опорой на прежнюю коалицию Партии независимости и социал-демократов.
61. ↑  Подал в отставку 16 мая после обвинений в ослаблении позиций Христианско-демократической партии на парламентских выборах 28-29 апреля 1963 года.
62. ↑  Юрист, христианский демократ, депутат Учредительного собрания. С 1955 года председатель Палаты депутатов. Возглавил служебное правительство после провала попытки политического секретаря ХДП Альдо Моро сформировать кабинет (18 июня). 6 июля получил вотум доверия в Сенате (133 голоса против 110), 12 июля — в Палате депутатов (255 «за», 225 «против», 119 воздержались). Правительство подало в отставку 5 ноября 1963 года. С 1967 года пожизненный сенатор, в 1968 году вновь возглавил правительство.
63. ↑  Юрист, был депутатом Учредительного собрания, занимал посты министра юстиции и министра просвещения. С 1959 года политический секретарь Христианско-демократической партии. 11 ноября 1963 года ему было вновь поручено формирование кабинета. Сформировал коалиционное правительство (ХДП, Итальянская социал-демократическая партия, Итальянская социалистическая партия и Республиканская партия). 7 декабря кабинет принёс присягу.
64. ↑  Глава коалиционного правительства Католической народной партии, Народной партии за свободу и демократию, Антиреволюционной партии и Христианско-исторического союза. Не смог сформировать новое правительство после парламентских выборов 15 мая 1963 года. После отставки был сенатором, занимал министерские посты. Скончался в 1985 году.
65. ↑  Представитель Католической народной партии. Юрист, работал в сельскохозяйственных организациях, с 1957 года был генеральным секретарём Католической ассоциации предпринимателей. С 1959 года министр сельского хозяйства, министр здравоохранения и социальной защиты. Сформировал коалиционное правительство Католической народной партии, Народной партии за свободу и демократию, Антиреволюционной партии и Христианско-исторического союза.
66. ↑  Глава Норвежской рабочей партии. 20 августа 1963 года начались парламентские дебаты в связи с гибелью 21 шахтёра на Шпицбергене 5 ноября 1962 года. 23 августа кабинет получил вотум недоверия (76 голосов против 74) и партия впервые за 28 лет была отстранена от власти.
67. ↑  Представитель консервативной партии Хейре. Юрист, судья, двоюродный брат путешественника Тура Хейердала. В студенческие годы примыкал к коммунистическому движению. Депутат с 1953 года. Назначен на пост Государственным советом и сформировал четырёхпартийное правительство буржуазных партий. 21 сентября кабинет пал в результате т. н. «неактивного голосования» Рабочей и ряда других партий. После отставки был министром иностранных дел (1965—1970), членом Нобелевского комитета. Скончался в 1978 году.
68. ↑  Подал в отставку 15 октября под давлением руководства Христианско-демократического союза, опасавшегося, что при Аденауэре партия проиграет выборы в Бундестаг в 1965 году. Сохранил пост председателя партии. Скончался в 1967 году.
69. ↑  Профессор, доктор юридических и общественных наук, министр хозяйства ФРГ с 1949 года. Участник Первой мировой войны, преподавать, с 1930 года директор Института конъюнктурных исследований в Нюрнберге, при А.Гитлере консультант органов управления. С 1945 года министр хозяйства Баварии, с 1948 председатель Главного управления экономики объединённой англо-американской зоны. Автор финансовой реформы 20 июня 1948 года.
70. ↑  Утром 30 августа три министра от профсоюзов вышли из правительства после решения правительства повысить закупочные цены на сельхозпродукцию, после чего кабинет ушёл в отставку. 17 октября, когда попытки председателя фракции Народной партии Кайтала и К.Клеемолы сформировать правительство не дали результата, президент У.Кекконен отказался принять отставку правительства. 1 ноября кабинет был реорганизован, но 17 декабря вновь подал в отставку. В дальнейшем А.Карьялайнен занимал министерские посты, в том числе заместителя премьер-министра и министра иностранных дел. В 1970 году вновь возглавил правительство.
71. ↑  Юрист, адвокат, руководитель ряда коммерческих компаний. До назначения — начальник канцелярии министерства торговли и промышленности. Сформировал беспартийное «техническое правительство».
72. ↑  Отправлен в отставку в соответствии с решениями сентябрьского пленума ЦК КПЧ, выведен из Президиума ЦК КПЧ. В 1968 году исключён из партии, но в начале 1970-х годов восстановлен в КПЧ. Скончался в 1971 году.
73. ↑  Словак, член Президиума ЦК КПЧ, участник Словацкого национального восстания. Обучался в Высшей партийной школе в Москве.
74. ↑  30 июня 1963 года переизбран на пост президента сессией Союзной скупщины 5-го созыва.
75. ↑  В период монархии — активист югославского комсомола, подвергался арестам и высылкам. Во Вторую мировую войну — участник партизанского движения, начальник Главного штаба партизанских сил Сербии. После 1945 года министр финансов, премьер-министр Сербии. С 1957 года председатель Союзной народной скупщины ФНРЮ.
76. ↑  Скончался 5 апреля 1963 года.
77. ↑  Свергнут в результате бескровного военного переворота ночью на 31 марта 1963 года. Шестилетний срок президентских полномочий истекал 2 марта 1964 года. Отошел от политики, скончался в 1982 году.
78. ↑  Военный, полковник. Специалист в области литературы, бакалавр. Получив образование начал военную карьеру, был военным атташе в ряде стран, с 1958 года занимал посты в правительстве Идигораса Фуэнтеса. С 1961 года — министр обороны.
79. ↑  Свергнут в результате военного переворота 3 октября 1963 года. Шестилетний срок президентских полномочий истекал 21 декабря 1963 года. Эмигрировал в Коста-Рику. В 1971 году был назначен полномочным представителем Гондураса в ООН, но скончался через месяц.
80. ↑  Военный, полковник авиации. Проходил военное обучение в США. Участник переворота 1956 года, член военной хунты. С 1957 года командующий армией. Руководитель военного переворота 3 октября 1963 года.
81. ↑  Передал власть избранному президенту. Продолжил активно участвовать в политической жизни, в 1966 году безуспешно выдвигал свою кандидатуру в президенты. Скончался от рака в 1979 году.
82. ↑  Писатель, журналист, преподаватель, доктор политических наук. В 1936 году был изгнан из страны и жил в эмиграции. Победил на президентских выборах 20 декабря 1962 года. Свергнут армией. Все его попытки вернуться к власти оказались безуспешными. Скончался в 2001 году.
83. ↑  Адвокат и коммерсант, специализировался на поставках для армии и полиции. Председатель Триумвирата.
84. ↑  Распустил парламент после получения вотума недоверия 6 февраля 1963 года и назначил внеочередные парламентские выборы. На выборах 8 апреля 1963 года Прогрессивно-консервативная партия потерпела поражение и Д.Дифенбейкер ушёл в отставку. До конца жизни оставался депутатом парламента, был ректором Саскачеванского университета. Скончался в 1979 году.
85. ↑  Дипломат, посол в США, затем председатель Генеральной Ассамблеи ООН (1952—1953), лауреат Нобелевской премии мира за 1957 год. С 1958 года лидер Либеральной партии, одержавшей победу на выборах 8 апреля 1963 года.
86. ↑  Глава правящего с 1936 года семейства Сомоса. Не стал выставлять свою кандидатуру после истечения шестилетнего срока полномочий, но сохранил контроль над политикой страны.
87. ↑  Юрист, судья, дипломат, был личным секретарём президента Анастасио Сомосы, послом в Венесуэле, занимал министерский пост. Избран президентом от правящей Национальной либеральной партии на выборах 3 февраля 1963 года, победив консерватора Диего Мануэля Чаморро. Срок полномочий — до 1 мая 1969 года. Фактически власть осталась в руках Луиса Сомосы.
88. ↑  Застрелен при неясных обстоятельствах во время поездки в Даллас 22 ноября 1963 года. Срок президентских полномочий истекал 20 января 1965 года.
89. ↑  Вице-президент с 1961 года. Преподаватель, конгрессмен, затем сенатор от штата Техас. Принёс присягу президента на борту президентского самолёта перед вылетом в Вашингтон после сообщения о смерти Д.Кеннеди в Парклендском госпитале.
90. ↑  Временный президент на период подготовки и проведения президентских выборов. 20 сентября и 11 декабря 1962 года, а также 1 апреля 1963 года армия предпринимала попытки его свержения. Передал полномочия избранному президенту и отошёл от политики. Скончался в 1975 году.
91. ↑  Политик и врач, представитель партии Гражданский радикальный союз. Получил большинство голосов на президентских выборах 7 июля 1963 года и 31 июля был избран президентом коллегией выборщиков (270 голосов из 476) на шестилетний срок, до 12 октября 1969 года.
92. ↑  Пост упразднен 23 января 1963 года .
93. ↑  Военный, генерал, организатор переворота 1962 года. Смещён армией в ходе переворота 3 марта 1963 года после отказа от проведения всеобщих выборов. Не вернулся в политику, скончался в 1982 году.
94. ↑  Военный, дивизионный генерал. С 1960 года был командующим перуанской армией, один из организаторов переворота 1962 года. Пришёл к власти в ходе переворота 3 марта 1963 года и провёл президентские выборы. После отставки был послом в Испании. В 1975 году отошёл от политики, скончался в 1995 году.
95. ↑  Из аристократической семьи, правнук президента П.Диаса Кансеко (1868). Инженер, архитектор, учился во Франции и в США, работал в Мексике и Перу. В 1956 году основал и возглавил партию Народное действие. Кандидат в президенты в июне 1956 и в июне 1962 года (занял второе место). Победил на президентских выборах 9 июня 1963 года.
96. ↑  Свергнут в ходе военного переворота утром 11 июля 1963 года, выслан в Панаму. После возвращения на родину активно занимался политикой, избирался в парламент, основал Национально-революционную партию. Скончался в 2004 году.
97. ↑  Военный, адмирал, командующий военно-морским флотом. Получил военное образование в Чили, занимал командные должности на флоте, был военным атташе за границей. Руководитель военного переворота 11 июля 1963 года, глава военной хунты.